# شهرستان دچینگ (چجیانگ)
شهرستان دچینگ (به انگلیسی: Deqing County) یک شهرستان در چین است که در هوجا واقع شده‌است.